# Monika Debertshäuser
Monika Debertshäuser (ur. 18 września 1952 w Sonnebergu) – niemiecka biegaczka narciarska reprezentująca barwy NRD, brązowa medalistka olimpijska.

## Kariera
W 1976 r. wystartowała na igrzyskach olimpijskich w Innsbrucku. Były to jej pierwsze i zarazem ostatnie igrzyska w karierze. Wspólnie z Sigrun Krause, Barbarą Petzold i Veroniką Schmidt wywalczyła brązowy medal w sztafecie 4 × 5 km. Na tych samych igrzyskach zajęła także 7. miejsce w biegu na 15 km oraz 14. miejsce w biegu na 10 km stylem klasycznym.
Nie startowała na mistrzostwach świata. W 1974 i 1976 r. zdobywała tytuł mistrzyni NRD w sztafecie.
Była żoną biegacza narciarskiego reprezentującego NRD – Gerda Heßlera.

## Osiągnięcia

### Igrzyska Olimpijskie
| Miejsce | Dzień     | Rok  | Miejscowość | Konkurencja             | Czas biegu   | Strata       | Zwyciężczyni     |
| ------- | --------- | ---- | ----------- | ----------------------- | ------------ | ------------ | ---------------- |
| 7.      | 7 lutego  | 1976 | Innsbruck   | 5 km stylem klasycznym  | 15:48.69 min | +46.25 s     | Helena Takalo    |
| 14.     | 10 lutego | 1976 | Innsbruck   | 10 km stylem klasycznym | 30:13.41 min | +1:36.65 min | Raisa Smietanina |
| 3.      | 12 lutego | 1976 | Innsbruck   | Sztafeta 4 × 5 km       | 1:07:49.75 h | +2:08.20 min | ZSRR             |